# Aviosuperficie Mensanello
L'aviosuperficie di Mensanello è un'aviosuperficie situata all'interno dell'area comunale di Colle di Val d'Elsa, più precisamente nella zona industriale Pian dell'Olmino, a 4 km dal centro della città.

## Strutture e dati tecnici
L'aviosuperficie ha una pista in erba lunga 700 m e larga 30 e una piccola aviorimessa in cui nelle medesime vicinanze si trova anche una scuola di volo. Nelle vicinanze si trova la tenuta di Mensanello in cui si trova un parcheggio auto e un agriturismo.
Il traffico e composto esclusivamente da piccoli aerei biposto privati o di proprietà dell'aeroclub con sede nel medesimo aeroporto. Il traffico consentito è domestico, europeo, aviazione generale, ULM.